# Francesc Bonamusa Gaspà
Francesc Bonamusa i Gaspà (Barcelona, 1947), historiador.
Doctor en ciències polítiques per la Universidad Complutense de Madrid i llicenciat en ciències econòmiques, ha exercit la docència a les Universitats de Barcelona i Autònoma de Barcelona, de la qual ha estat, a més, vicerector (1980-86) i és catedràtic des del 1983. És autor d'El Bloc Obrer i Camperol (1930-1932) (1974), Andreu Nin y el movimiento comunista en España (1930-1937) (1977) i ha contribuït a la Història de Catalunya dirigida per Joaquim Nadal (1983), a més de publicar altres treballs d'història social.